# RPG Toolkit
RPG Toolkit, também conhecido como TK3, é um motor de jogo código aberto, para a criação de RPGs eletrônicos. Ele vêm com sua própria linguagem de script, o RPG Code, que possibilita a criação de funções únicas para o jogo, como o desenvolvimento de sistemas de batalha. Ele serve tanto para a criação de RPGs, quanto para qualquer jogo que seja em 2D, bastando apenas personalizar com o RPG Code. O RPG Toolkit compete diretamente com versões ilegais do RPG Maker.

## História
O RPG Toolkit foi criado inicialmente por Christopher B. Matthews em 1996, como o RPG Toolkit Development System, para o sistema operacional DOS. Foi programado em QBasic. Foram criados um editor de telhas (tiles editor) e um programa que levava as “telhas” até a tela, fazendo assim cenas. Então tinha sido terminado as duas primeiras partes do RPG Toolkit Development System. Após nove meses, o editor, o motor e o RPG Code estavam terminados.

### RPG Toolkit Development System
Em janeiro de 1997, o RPG Toolkit estava terminado por inteiro. Na época, Christopher tinha 16 anos. Em março do mesmo ano, Christopher criou seu site e nele publicou algumas fotos do Toolkit. Então, no fim desse ano, ele recebeu muitos e-mails de pessoas que tinha gostado do Toolkit, perguntando a ele se lançaria uma versão do Toolkit. Assombrado por outros terem gostado de seu passatempo, ele postou em seu site o RPG Toolkit Development System 1.2d. Muitas pessoas baixaram o programa, enviaram para ele sugestões e identificaram defeitos no programa.
No verão de 1998, era óbvio que o Toolkit devia ser completamente redesenhado. O sistema DOS estava “morrendo”, e o código fonte da versão 1 do Toolkit estava muito confuso e bagunçado.
Christopher começou uma nova versão do programa, chamada RPG Toolkit, para o sistema operacional Microsoft Windows. Em fevereiro de 1999, a versão Beta 1 do RPG Toolkit foi lançada. Tempo depois, foi lançada a versão 2 do RPG Toolkit. O lançamento final foi 2.20b, no verão de 2002. A versão 2 do Toolkit foi lançada em quatro línguas diferentes, para agradar usuários ao redor do mundo.
Para suprir os requerimentos dos “novos tempos”, Christopher comprou novas ferramentas de programação, como Visual Basic e Visual C++. Com os gastos, veio a necessidade de vender o programa. Então ele começou à vender uma versão chamada Powerhouse Edition, mantendo ainda uma versão gratuita para uso "não comercial", a qual ele chamou de Standard Edition. Ao mesmo tempo, ele registrou uma empresa na província de Nova Escócia, a que chamou de Awesome Computing.

### TK3
No verão de 2002, a velha versão do Toolkit recebeu algumas melhorias e correções de defeitos. Nesse ano, surgiram muitos motores de jogo voltados para a criação de RPGs, e com eles veio a competição entre os mesmos. Então Christopher começou a programar a versão 3 do Toolkit, chamada TK3. Muito do código da versão anterior foi reescrito. Essa versão também pode editar e executar jogos criados na versão 2.
O RPG Toolkit foi lançado como código aberto, sob a licença Awesome Computing Open Licence (ACOL), no final de 2003, e seu novo site tornou-se o Toolkit Zone. Em alguns meses, o Toolkit recebeu muitas contribuições, em especial, de Colin e Delano. A Awesome Computing Open Licence (ACOL) permite que o usuário possa vender jogos feitos no Toolkit, com uma condição: deve se dar crédito aos criadores do Toolkit.
A versão 3.1.0 foi lançada sob a licença GNU General Public License. Versões anteriores (3.0.2 à 3.0.6) estão sob a licença ACOL. Versões mais antigas (menores que 3.0.2) eram comerciais, e não estão mais disponíveis para compra e/ou baixa. A GPL permite a venda de jogos, com a condição de que não se use as ferramentas Make EXE e Create Setup, pois eles são derivados do Toolkit, e a GPL diz que todo programa derivado de outro sob a GPL, sejam lançados somente sob a GPL ou licenças compatíveis. Ao usar o Make EXE e/ou Create Setup, o jogo é integrado ao executável (ou ZIP, no caso do Create Setup), fazendo do jogo parte do mesmo, e assim, licenciado sob a mesma licença.

## Desenvolvimento
O RPG Toolkit era desenvolvido pelo grupo TK3 Dev Team, constituído por: Christopher B. Matthews, Colin James Fitzpatrick e Jonathan Hughes (Delano). O Toolkit também recebeu a ajuda de contribuidores, na solução de defeitos e outros. Eles foram: Samuel Bedwell (Occasionally_Correct), Phil Carty (Xavier), Peter Fenner (Asimir), Chris Hutchinson (Euix), Sander Knape, Geoff Wilson e Shao Xiang. Atualmente, o desenvolvimento se encontra paralisado, sem qualquer desenvolvedor ativo.

## Ferramentas

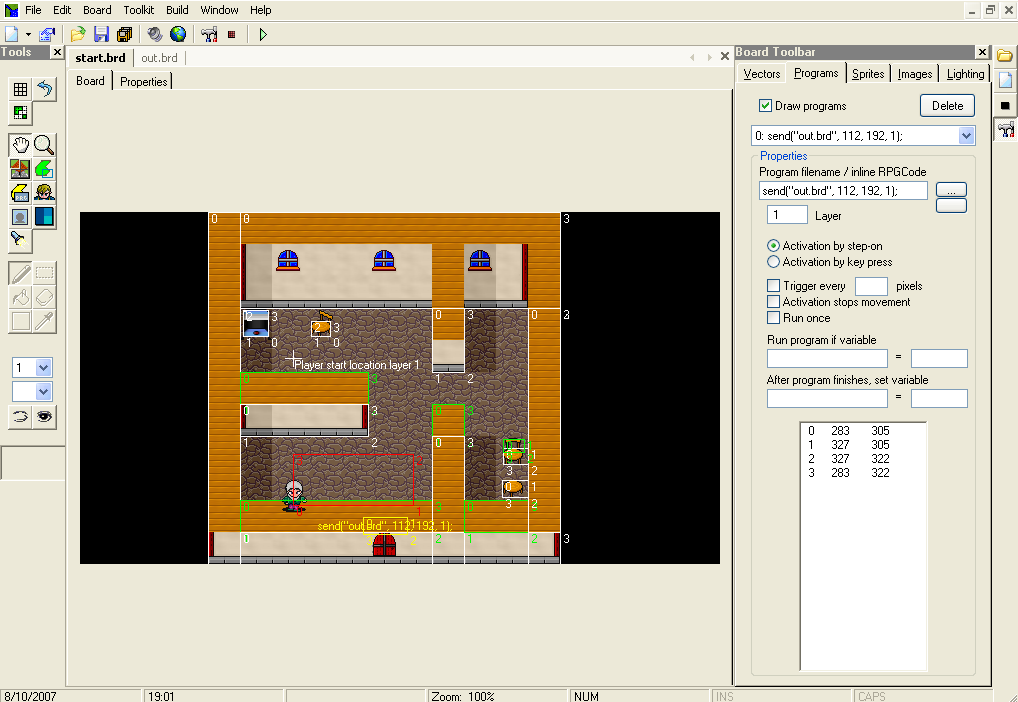
Edição do interior de uma casa, usando o Background editor

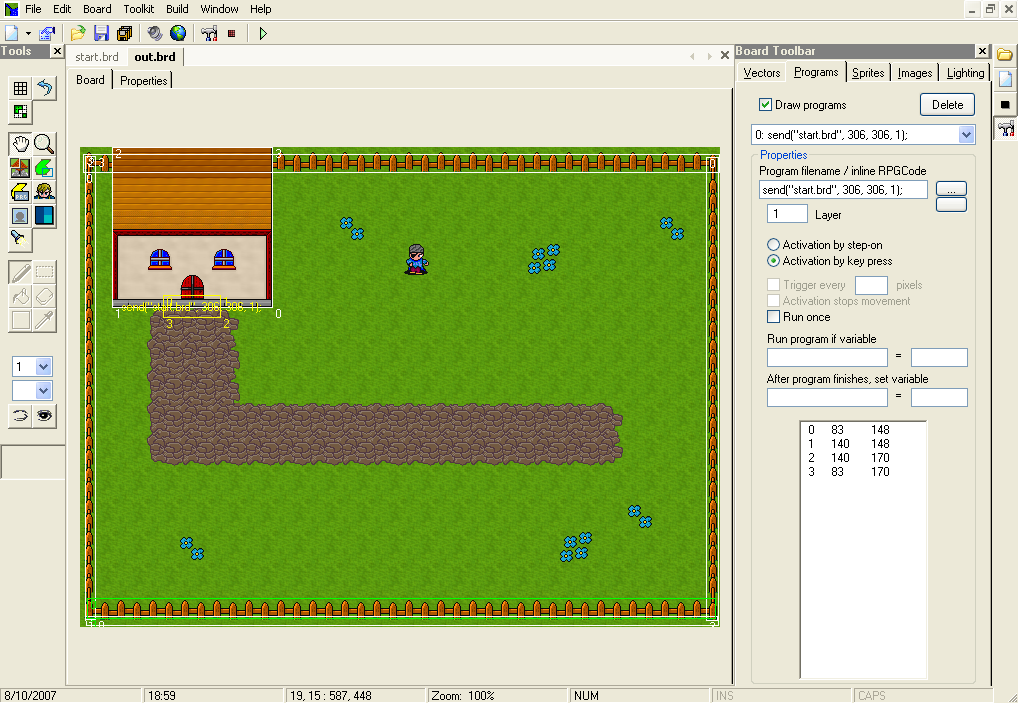
Edição do exterior de uma casa, usando o Background editor

O RPG Toolkit vem como um conjunto de doze ferramentas básicas. Elas são:
- Main file editor (Editor de arquivo principal)
- Board editor (Editor de mapa)
- Tile editor (Editor de telhas)
- Program editor (Editor de programa)
- Character editor (Editor de personagem)
- Item editor (Editor de item)
- Enemy editor (Editor de inimigo)
- Animation editor (Editor de animação)
- Tile bitmap editor (Editor de telhas bitmap)
- Special move editor (Editor de movimento especial)
- Status effect editor (Editor de efeito de status)
- Background editor (Editor de plano de fundo)

E ainda, um conjunto de ferramentas avançadas:
- RPG Code - Uma linguagem de script que pode controlar e personalizar tudo no jogo
- Make EXE - Um compilador que produz um único executável independente. Este é o meio mais usado, atualmente
- Create Pak File - Cria uma arquivo chamado PAK, que não pode ser acessado por outros, e nele coloca todos os arquivos do jogo dentro de sí. É necessário ter o Toolkit instalado para rodar esse arquivo PAK. Essa função não é muito usada, atualmente
- Create Setup - Cria uma pasta *.ZIP e nela poem o executável ou o arquivo PAK e um instalador para distribuição

### RPG Code
RPG Code é uma linguagem de script orientada a objetos. Ela é muito semelhante à C++, em muitos aspectos. O RPG Code pode se igualar ao RGSS do RPG Maker, em relação ao modo de uso, diferindo, porém, em nomes de comandos e outros. Por questões de compatibilidade, o RPG Toolkit possui uma ferramenta, o RPG Code Updater, que reformata os scripts de um jogo feito numa versão anterior à 3.1.0, e o atualiza para os novos padrões. Os padrões foram mudados, para uma otimização da velocidade do motor.

## Requerimentos de sistema
A versão 3 do Toolkit possui alguns requerimentos mínimos para ser executado. Eles são:
Requerimentos mínimos
- Microsoft Windows 98, 98 SE, ME, 2000, XP ou Vista
- DirectX 8.0
- 32 MB de RAM
- 11,5 MB de espaço em disco
- Windows Media Player 7, 8, ou 9

Recomendado
- Windows XP ou melhor
- Processador Intel de 700 MHz ou melhor
- 128 MB de RAM ou melhor
- 16 MB de RAM de vídeo ou melhor
- Windows Media Player 9 ou melhor